# Nil Volentibus Arduum

Nil Volentibus Arduum est une société littéraire des Pays-Bas septentrionaux, créée au XVIIe siècle et composée d'admirateurs de la littérature française, qui essayait de répandre les lettres françaises dans la république des Provinces-Unies. Son nom (en latin) est tiré d'une expression  signifiant « à cœur vaillant, rien d'impossible ».

## Historique

### Introduction
La société Nil Volentibus Arduum avait essayé de dicter sa volonté dans le monde littéraire néerlandais et d'y exercer une espèce d'influence intellectuelle en imposant les règles poétiques d'Aristote, d'Horace et de Boileau. Cette société francophile défendait ardemment les lettres françaises dans les Provinces-Unies, et comme l'écrit Jan Fransen:

« Les membres du “Nil (volentibus arduum)” reprochent dans leurs critiques à leurs adversaires de ne pas comprendre même le français qu’ils traduisent.  La tragédie et la comédie française étaient le plus conformes  [sic] à leur idéal; ils les introduisirent de gré ou de force sur la scène hollandaise.  Dans ce but ils traduisirent et adaptèrent les pièces classiques de Corneille, Racine et Molière et corrigèrent ces grands poètes sans sourciller. »

### Le contexte historique et littéraire
En 1669, à Amsterdam, une discussion littéraire au sujet du théâtre mena à la création d’une nouvelle société artistique, appelée Nil Volentibus Arduum. Jusqu’à cette époque, la scène amstellodamoise se trouvait sous l’emprise des conceptions du vitrier et écrivain Jan Vos (1610/1611-1667), qui défendait, entre autres en choisissant l’adage Het zien gaat voor het zeggen (« La vision précède la parole »), l’idée que les éléments visuels fonctionnent mieux que les mots. Vos pouvait s'adonner entièrement à sa prédilection pour le visuel grâce à ses contacts dans les milieux gouvernementaux d’Amsterdam.  Ainsi, on lui passa commande pour la conception des fenêtres à vitraux du nouvel hôtel de ville en 1655, ainsi que pour de grands tableaux vivants représentés en plein air à l’occasion de la réception, par la ville, de visiteurs importants.  En outre, il concevait des ballets et des représentations insérés dans des pièces de sa propre main ainsi que dans celles d'autres.  Dans ses propres pièces, les scènes dramatiques abondent.  En tant que régent du théâtre, Vos exerçait une influence considérable sur la programmation.  Afin de rendre possible des effets spéciaux tels que les changements rapides de décors et les mouvements de vol - le public adorant de tels spectacles - le théâtre fut adapté en 1664-1665.  Mais la popularité des pièces de Vos reposait aussi sur les scènes d'horreur, composées d’éléments tels que les assassinats, les pendaisons, les membres sectionnés et d’autres lugubres cruautés.  L’émotion et la violence constituent des ingrédients habituels de ses pièces : non pas parce qu'il jouissait de tels spectacles, mais parce qu’il s’était donné comme objectif de montrer les dangers de l’intempérance.

### Nilet le classicisme français

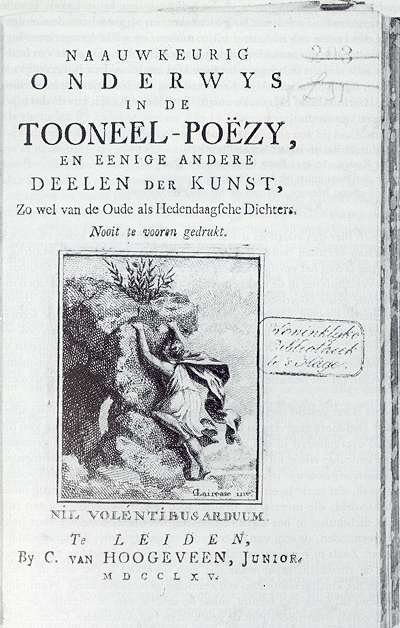
Naauwkeurig Onderwijs in de Tooneel-Poëzy, de Nil Volentibus Arduum : une instruction précise de la poésie de théâtre remontant à l’année 1669, publiée à Leyde par C. van Hoogeveen le Jeune en 1765. La gravure a été faite d’après une composition de Gérard de Lairesse (1641-1711)

Quoique jouées et imprimées bien loin dans le XVIIIe siècle, les pièces de Vos furent critiquées en raison de leur somptuosité et pour les scènes d'horreur.  Leur conception artistique se heurta bientôt à une qui arrivait de France : le classicisme français.  La société d'art, Nil Volentibus Arduum, fondée en 1669 par Andries Pels (1631-1681), Lodewijk Meijer (1629-1681), Johannes Bouwmeester (1635-1680) et une dizaine d’autres, devint le représentant républicain de ce courant artistique.
Les classicistes français défendaient la conception d'un art qui se devait d’être vertueux afin de guider le public vers un comportement civilisé.  Ce message, portant sur la vertu, se faisait le mieux comprendre sous l’aspect, ordonné et simple, des tragédies de l'Antiquité classique.  Dans ce même esprit, les membres de la société littéraire néerlandaise établirent de nouvelles règles pour la scène, dans le sillage de l’écrivain français Corneille.
Progressivement se développa une compréhension théorique qui voit dans l'imitation ou la traduction des œuvres classiques françaises un idéal entrant en conflit direct avec le réalisme de Vos et qui rejette en même temps le naturalisme de Rembrandt.
Les membres de la société néerlandaise empruntaient aux drames classiques les éléments clés, tels que l’unité de temps, de lieu et d'action : l'exigence que l'histoire doive se passer dans les vingt-quatre heures, autant que possible à un seul endroit et avec un thème clair courant comme un fil rouge à travers la pièce.  D’autres exigences étaient les mœurs civilisées (la règle de bienséance) et la probabilité (vraisemblance) : aucun acte de violence ou événement peu probable ne pouvait être porté à la scène.  Le nombre de sujets est limité : les thèmes actuels d’ordre politique ou religieux étaient exclus, car ceux-ci étaient considérés par les classicistes français comme appartenant à la salle de réunion ou à l'église.  Seules les histoires de l'Antiquité classique étaient considérées dignes de la scène.  Bien qu’il s’agisse d’histoires merveilleuses, chaque spectateur comprenait que celles-ci ne se rapportaient en rien à la réalité du XVIIe siècle, de sorte qu’on ne portât pas atteinte à la vraisemblance ni à la machinerie destinée aux grands spectacles, qui pouvaient dès lors être utilisées sans objection.
L'objectif à atteindre fut formulé dans un petit ouvrage théorique de 1669, intitulé Naauwkeurig onderwys in de tooneel-poëzy (Instruction précise de la poésie de théâtre), où les auteurs expliquent avoir l’œil fixé sur « l'amélioration de la morale, étant le seul but des pièces de théâtre, le profit principal, aussi, que l’on peut en tirer.  Les pièces de théâtre nous exhortent, par des exemples saisissants et des locutions fortes, à embrasser la Vertu et à fuir le Vice ».
La doctrine artistique de ce courant fut finalement enregistrée, de façon permanente, par Pels et certains membres de Nil dans « Horatius' Dichtkunst, op onze tijden én zéden gepast » (La poésie d'Horace, adaptée à notre époque et à nos mœurs, de 1677), une œuvre qui, comme celle de Boileau, est fondée sur Epistula ad Pisones d'Horace (Épître des Pisons, ouvrage plus connu sous le nom d’Ars Poetica ou Art poétique).
Nil mena une existence florissante pendant dix ans.  La société incita pourtant plus à la traduction, à l’adaptation, voire à la correction de pièces françaises, qu’à des drames originaux, dont les premiers écrits dans le nouveau style de la tragédie classique française dans les Provinces-Unies sont Karel Erf-Prins van Spanje (Charles, prince héritier d'Espagne, de 1679) et Fabius Severus (de 1680) de Govert Bidloo.
Pendant les années de guerre, Nil ne connut que peu d’activités publiques.  Les adeptes continuèrent, cependant, à se réunir, à partir de 1676, à la maison d’un ami personnel de Pels, le peintre Gérard de Lairesse, de qui le traité sur l’art de la peinture, publié en 1707 sous le titre Het Groot Schilderboek (Le grand livre des peintres), était l’équivalent dans sa discipline des règles établies par Nil pour le théâtre et la littérature.  Il est d’ailleurs assez typique que la société préférait les lignes dures et le formalisme rigide de ce peintre classiciste, fixé sur l’architecture et la sculpture antique, sur le naturalisme de Rembrandt, un peintre qui fut considéré, notamment dans les écrits de Pels, comme un noble esprit, mais abruti, car il ne s’assujettit à aucune règle et ne se fiait qu’à son propre jugement.
Les membres de Nil Volentibus Arduum formulèrent de vives critiques sur des drames qui ne répondaient pas aux règles mais qui furent néanmoins représentés.  Surtout Meijer et Pels se rendirent ainsi très impopulaires.  Dans son écrit Gebruik én Misbruik des Tooneels (Us et abus de la scène, de 1681), Pels alla jusqu’à désapprouver certains drames plus anciens d’auteurs tels que Vos, Vondel et Hooft.  Lorsque les membres de Nil Volentibus Arduum furent entrés dans la direction du théâtre d’Amsterdam, ils choisirent avant tout des pièces correspondant à leur goût, causant ainsi des querelles avec d'autres auteurs.  Par ailleurs, comme le nombre de spectateurs diminuait, les recettes du théâtre diminuèrent en conséquence, causant des problèmes au niveau de l’institution urbaine pour le soulagement des pauvres, parce que celle-ci était en partie financée par la caisse du théâtre.

### L’œuvre des membres de la société
La société occupe une place importante dans la littérature néerlandaise, même si ses membres sont devenus plus redoutés que célèbres.  Outre plusieurs pièces originales et traduites, ils ont écrit une poétique (Naauwkeurig onderwys in de tooneel-poëzy).  Par ailleurs, on sait qu'ils travaillaient à une rhétorique et à une grammaire, mais seulement de cette dernière des fragments nous sont parvenus. Nil Volentibus Arduum était donc, dans le vrai sens du mot, une société d’art : à la différence des sociétés poétiques de l’époque à venir, cette société s’est intéressée à de multiples sujets.
La société tenait un livre de procès-verbaux où étaient notés les rapports des réunions.  À tour de rôle, les membres s’acquittaient de la tâche de scriba ou secrétaire de la société.  Aussi a-t-on conservé les textes des conférences qui furent d’abord rédigés et soumis à la société sous forme de brouillons, puis dans une version définitive.  Un système ingénieux de pénalités incitait les membres à assister fidèlement aux réunions et à remplir leurs obligations plus ou moins à l'heure.
Le sort des archives de la société Nil Volentibus Arduum est inconnu, mais il est peu probable qu’elles refassent surface un jour, étant donné qu’à la fin du XVIIIe siècle, elles appartenaient à la société d’amateurs de la langue et de la poésie de Leyde Kunst Wordt door Arbeid Verkregen (L'Art s'acquiert par le labeur), qui se réunissait à l’endroit où a été aménagé le parc Van der Werff depuis la fameuse catastrophe survenue à Leyde : plusieurs dizaines de maisons du Rapenburg furent dévastées par l'explosion d'un navire de munitions le 12 janvier 1807.  Néanmoins, plusieurs manuscrits en provenance du cercle de Nil Volentibus Arduum ont été conservés : certaines pièces se trouvent dans la bibliothèque de la ville de Haarlem, et une copie de la Naauwkeurig onderwys in de tooneel-poëzy se trouve dans la bibliothèque universitaire de Leyde.  Si le manuscrit contenant les procès verbaux des réunions hebdomadaires de la société est perdu, il en reste encore un extrait, copié par Balthazar Huydecoper, dont existe une édition moderne.

## Anecdote
Le soir de sa victoire électorale historique du 13 juin 2010, Bart De Wever, leader du N-VA (Flandre), a ainsi ouvert son discours victorieux.  Les initiales correspondent à celles de son parti, mais par ailleurs le nom se réfère aussi à une société de poètes et d'humanistes néerlandaise du XVIIe siècle, amis de la littérature française et francophiles, ayant comme objectif d'introduire les théories de la littérature française et de remplir dans les Provinces-Unies la même tâche que celle de l'Académie française.